# St Helena Bay
St Helena Bay (in afrikaans: St. Helenabaai) è una cittadina sudafricana situata nella municipalità distrettuale di West Coast nella provincia del Capo Occidentale.

## Geografia fisica
Il piccolo centro sorge sulle coste della baia di St. Helena, della quale prende il nome.